# 水杉玲奈
水杉 玲奈（みずすぎ れな、2000年4月6日 - ）は、日本の元女子バレーボール選手。

## 来歴
大阪府堺市出身。4人姉妹の三女。小学1年生のとき、姉の影響でバレーボールを始めた。金蘭会高等学校入学後、2017年8月の第15回世界ユース女子バレーボール選手権大会（U-18）（アルゼンチンのロサリオおよびサンタ・フェで開催）の代表メンバー12名にも選出され、続く2018年9月の第6回アジアカップ女子（タイのナコンラチャシマで開催）では準優勝に貢献。水杉自身もベストリベロ賞を受賞するなど、早くから国際大会を経験する。
また2019年1月の春高バレーでベストリベロ賞を受賞、金蘭会高等学校の優勝に貢献していた。大会終了後の1月16日、東レアローズへ石川真佑、野呂加南子、大﨑琴未と共に入団（内定）が発表され、同期に先駆け1月26日のJTマーヴェラス戦に登録、即デビューした。このシーズンは内定選手ながら20試合に出場、ファイナルの久光製薬スプリングス戦にもリベロでスタメン出場を果たすなど、東レの準優勝に貢献する活躍を見せた。
また代表では石川と共に出場した2019年7月の第20回女子U20（ジュニア）世界選手権大会（メキシコのレオンおよびアグアスカリエンテスで開催）での優勝に続き、石川、大﨑と共に出場した8月に韓国で開催された2019年バレーボール女子アジア選手権では7試合中6試合にスタメン出場。準決勝でキム・ヨンギョン擁する韓国を破るなど、若手主体のBチームながら優勝という快挙を成し遂げる。
東レでは2019/20シーズン以降も中島未来と共にリベロのレギュラーとしてチームに貢献するほか、日本代表でも2020年、2021年と連続で選出されている。
2022/23シーズンから大﨑と共に東レの副キャプテンに就任する。
2023年、2022-23シーズン終了をもって東レアローズを退団した。

## 選手としての特徴
OGの迫田さおりは、「内なる闘志、強い負けん気を感じます」と評している。

## 所属チーム
- 堺市立東百舌鳥小学校（東百舌鳥子供バレーボール部）[1]
- 金蘭会中学校[1]
- 金蘭会高等学校
- 東レアローズ #15 → #11 → #9（2019-2023年）

## 球歴
高等学校大会 
- 2019年 第71回全日本バレーボール高等学校選手権大会：優勝

 ユース / ジュニア / U-23代表 
- 2017年 第11回アジアユース女子選手権大会：優勝[21]
- 2017年 第15回世界ユース女子バレーボール選手権大会
- 2018年 第6回アジアカップ女子：準優勝[4]
- 2019年 第20回世界ジュニア選手権大会：優勝[11]

 日本代表（2020-2022年） 
- 2019年 アジア選手権：優勝
- 2022年 AVCカップ：優勝

## 受賞歴
- 2015年 第29回 全国都道府県対抗中学バレーボール大会：ベストリベロ賞[22]
- 2017年 第11回アジアユース女子選手権大会：ベストリベロ賞[21]
- 2018年 第70回 全日本高等学校選手権大会：ベストリベロ賞
- 2018年 第6回アジアカップ女子：ベストリベロ賞[3]
- 2019年 第71回 全日本高等学校選手権大会：ベストリベロ賞[23][24]
- 2019年 第68回 黒鷲旗全日本男女選抜大会：ベストリベロ[25][26]
- 2022年 AVCカップ：ベストリベロ賞

## 個人成績
V.LEAGUEの個人成績は下記の通り（ファイナルステージ、VCup含む）。
| 大会            | チーム          | 出場     | 出場        | アタック | アタック | アタック | アタック | バックアタック | バックアタック | バックアタック | バックアタック | アタック 決定本数 | ブロック | ブロック       | サーブ | サーブ         | サーブ   | サーブ | サーブ | サーブ   | サーブレシーブ | サーブレシーブ | サーブレシーブ | サーブレシーブ | 総得点      | 総得点      | 総得点   | 総得点      |
| --------------- | --------------- | -------- | ----------- | -------- | -------- | -------- | -------- | -------------- | -------------- | -------------- | -------------- | ----------------- | -------- | -------------- | ------ | -------------- | -------- | ------ | ------ | -------- | -------------- | -------------- | -------------- | -------------- | ----------- | ----------- | -------- | ----------- |
| 大会            | チーム          | 試 合 数 | セ ッ ト 数 | 打 数    | 得 点    | 失 点    | 決 定 率 | 打 数          | 得 点          | 失 点          | 決 定 率       | セ ッ ト 平 均    | 得 点    | セ ッ ト 平 均 | 打 数  | ノ 丨 タ ッ チ | エ 丨 ス | 失 点  | 効 果  | 効 果 率 | 受 数          | 成 功 ・ 優    | 成 功 ・ 良    | 成 功 率       | ア タ ッ ク | ブ ロ ッ ク | サ 丨 ブ | 得 点 合 計 |
| V1 2018-19      | 東レ            | 20       | 70          | 0        | 0        | 0        | -        | 0              | 0              | 0              | -              | -                 | 0        | -              | 39     | 0              | 0        | 2      | 16     | 9.0      | 120            | 57             | 31             | 60.4           | 0           | 0           | 0        | 0           |
| V1 2019-20      | 東レ            | 24       | 92          | 0        | 0        | 0        | -        | 0              | 0              | 0              | -              | -                 | 0        | -              | 0      | 0              | 0        | 0      | 0      | -        | 321            | 157            | 89             | 62.8           | 0           | 0           | 0        | 0           |
| V1 2020-21      | 東レ            | 27       | 69          | 0        | 0        | 0        | -        | 0              | 0              | 0              | -              | -                 | 0        | -              | 0      | 0              | 0        | 0      | 0      | -        | 261            | 126            | 63             | 60.3           | 0           | 0           | 0        | 0           |
| V1 2021-22      | 東レ            | 34       | 71          | 0        | 0        | 0        | -        | 0              | 0              | 0              | -              | -                 | 0        | -              | 0      | 0              | 0        | 0      | 0      | -        | 370            | 184            | 88             | 61.6           | 0           | 0           | 0        | 0           |
| V1 2022-23      | 東レ            | 37       | 146         | 0        | 0        | 0        | -        | 0              | 0              | 0              | -              | -                 | 0        | -              | 0      | 0              | 0        | 0      | 0      | -        | 722            | 360            | 196            | 63.4           | 0           | 0           | 0        | 0           |
| 通算：5シーズン | 通算：5シーズン | 142      | 448         | 0        | 0        | 0        | -        | 0              | 0              | 0              | -              | -                 | 0        | -              | 39     | 0              | 0        | 2      | 16     | 9.0      | 1794           | 884            | 467            | 62.3           | 0           | 0           | 0        | 0           |

## 出演
YouTube 
- V.LEAGUE Official Channel『生まれ変わったらなりたいVリーガー』（2020年5月14日）

 バレーボールマガジン 
- デンソー・石田瑞穂「個々の能力を伸ばし、チームを引っ張る選手が増えればもっと強くなるはず」　東レ・水杉玲奈「スピードと球の重さが高校バレーとは違うと実感」（2019年03月23日）
- 埼玉上尾・山岸あかね「試合の中で修正できているところに成長している実感がある」、東レ・小川愛里奈「自分にマークをつけてサイドを助けたい」 V1女子 V Cup会見コメント（2021年03月26日）
- 埼玉上尾・内瀬戸真実「こよみさんのトスがまた打ちたくて、このチームに入った」、東レ・白井美沙紀「第3・第4セットは課題として取り組んできたことが出せたが、最後まで続かなかったのが敗因」　V1女子会見（2022年03月05日）

 その他 
- Yahoo!ニュース｜平成最後の春高バレー制した金蘭会 3年生「応援受け絶対優勝できると確信」（2019年1月18日）
- スポーティングニュース・ジャパン｜東レが内定選手を発表！石川真佑ら春高で活躍した4選手が加入！（2019年1月18日）
- 金蘭会高等学校・中学校｜春高バレー優勝・2連覇!!（2年連続3回目）たくさんの応援ありがとうございました！（2019年1月16日）
- 月バレ.com｜大阪府①_金蘭会(女子)2018（2018年12月26日）
- 産経新聞｜金蘭会が春高バレーで優勝した理由とは 強さの秘密は選手の「プロフェッショナル」にあり（2018年1月16日）
- 産経WEST｜守備でも魅せた金蘭会、リベロ水杉ら躍動（2018年1月16日）
- 【Vリーグ公式】生まれ変わったらなりたいVリーガー #東レアローズ #水杉玲奈 選手 ⇒ #デンソーエアリービーズ #井上琴絵 選手（2020年5月14日）